# Schistura afasciata
Schistura afasciata és una espècie de peix de la família Balitoridae i de l'ordre dels cipriniformes que es troba al riu Indus (Pakistan).